# Terra Nova (Denkfabrik)
Terra Nova ist eine französische Denkfabrik mit sozialdemokratischer Ausrichtung, die dem Umfeld des französischen Präsidenten Emmanuel Macron zugerechnet wird.
Terra Nova erstellt Berichte und Analysen zu aktuellen politischen Themen. Durch Lösungsvorschläge soll zu öffentlichen Debatten und Diskussionen beigetragen werden. Die Denkfabrik strebt auch an, durch ihre Arbeit zur Erneuerung der Sozialdemokratie und von sozialdemokratischer Programmatik in Frankreich und in ganz Europa beizutragen.

## Geschichte
Der Verein wurde 2008 von Olivier Ferrand, einem späteren Abgeordneten der Sozialistischen Partei und ehemaligen Berater des früheren Premierministers Lionel Jospin, gegründet, um zur Erneuerung linker Politik beizutragen. Seither hat Terra Nova erheblichen Einfluss in politischen und in Medien-Kreisen erlangt und zwischen 2008 und 2012 mehr als 30 umfangreiche Berichte und Analysen erstellt, über die häufig in Zeitungen wie Le Monde und Libération berichtet wurde. Im Jahr 2009 diente eine Analyse von Terra Nova aus dem Jahr 2008 dazu, die Sozialistische Partei davon zu überzeugen, dass ein System offener Vorwahlen bei der Bestimmung des Kandidaten für die Präsidentschaftswahl 2012 eingeführt wurde. Im selben Jahr veröffentlichte Terra Nova einen Bericht, in dem empfohlen wurde, die Linke solle sich bei Wahlen nicht mehr so sehr auf die traditionelle Arbeiterklasse stützen und mehr auf ein breites Bündnis aus Frauen, jungen Menschen und ethnischer Minderheiten. Ein solches Bündnis werde durch „Fortschrittliche Werte“ zusammengehalten.

## Aktivitäten
Terra Nova bringt sich mit zweierlei Arten von Publikationen in die öffentlichen Debatten ein: mit langen detaillierten Analysen, die als „Berichte“ bezeichnet werden und mit kürzeren 'Kurzdossiers' oder 'Bemerkungen' zu aktuellen Fragen, die von Terra Nova mehrmals in der Woche online gestellt werden.
Bei der Erstellung der Analysen stützt sich Terra Nova auf ein weitgespanntes Netzwerk von Experten, die hauptsächlich aus Akademikern, Forschern, Staatsbediensteten und Personen mit Spezialkenntnissen bestehen. Aus diesen Experten werden Arbeitsgruppen zu speziellen politischen Themen wie 'Bildung', 'Finanzregulierung' oder 'Umwelt' zusammengestellt.
Ferner versucht der Verein, Debatten zu politischen Themen anzuregen, indem öffentliche Veranstaltungen wie Diskussionen und runde Tische veranstaltet werden mit Experten, führenden Politikern und anderen Personen, die im öffentlichen Leben stehen.
Junge Leute werden durch den studentischen Flügel, Terra Nova Etudiants, angesprochen, der ebenfalls Berichte und Kurzdossiers erstellt und Veranstaltungen organisiert.

## Leitung
Nachdem der Gründer der Denkfabrik Olivier Ferrand  2012 verstorben war, wurde François Chérèque Präsident von Terra Nova, ein früherer Generalsekretär von CFDT, einer der größten Gewerkschaftsorganisationen Frankreichs. Gemeinsam mit seinem Büro und einem Verwaltungsrat, der aus Politikern, Akademikern und Geschäftsleuten besteht, koordiniert er die Aktivitäten von Terra Nova. Er beaufsichtigte die Arbeit und die politische Ausrichtung von Terra Nova, während ein Generaldirektor für die tägliche Arbeit zuständig ist. Im Juni 2017 wurde Lionel Zinso sein Nachfolger.

## Politische Standpunkte
Offiziell ist der Verein unabhängig und hat keine organisatorischen Verbindungen zu irgendeiner Partei, sie wurde jedoch herkömmlich als der Sozialistischen Partei nahestehend angesehen. So wurde beispielsweise der Gründer Olivier Ferrand für die Sozialistische Partei 2012 in die Nationalversammlung gewählt. Die Nähe zur SP hat Terra Nova jedoch nicht gehindert, von Fall zu Fall die Politik der Partei zu kritisieren. Nachdem die Sozialistische Partei 2012 an die Macht gekommen war, erlaubte es die unabhängige Stellung der Denkfabrik, eigene politische Analysen zu erstellen, die nicht unbedingt auf der Linie der Regierung lagen.
Zur Zeit der Präsidentschaft von Nicolas Sarkozy übte Terra Nova, die sich als linksgerichtete Denkfabrik verstand, harsche Kritik an dessen Steuerpolitik, die ihrer Meinung nach Großunternehmen und die Bessergestellten auf Kosten der Durchschnittsfamilien begünstigte, und stufte seine Hardliner-Politik zu den Themen Zuwanderung und innere Sicherheit als „antirepublikanisch“ ein.
Einige der Standpunkte von Terra Nova stießen innerhalb der Linken auf Widerspruch, insbesondere ihre Unterstützung für die Rentenreform und ihre Bestrebungen, eine linke Wahlstrategie zu entwickeln, die sich an progressiven Werten orientieren sollte und nicht mehr an den Interessen einer Klasse.
Im Jahr 2009 diente ein Bericht von Terra Nova aus dem Jahr 2008 dazu, die Sozialistische Partei davon zu überzeugen, ein System offener Vorwahlen für die Auswahl der Kandidaten für die Präsidentschaftswahl 2012 zu erproben.
Nach der Wahl des sozialistischen Kandidaten François Hollande zum Präsidenten von Frankreich 2012 wurde Terra Nova als grundsätzlich sympathisierend, jedoch in kritischer Distanz zur Regierung wahrgenommen. Terra Novas Bericht zur Bankenreform, der einen Vorschlag zur Trennung der Bereiche für Investment und allgemeine Bankengeschäfte enthielt, setzte sich mit der Politik der sozialistischen Regierung kritisch auseinander.
2013 schlug der Verein vor, erhebliche Beträge in den Vorschulbereich und in die Förderung der frühkindlichen Erziehung zu investieren. Das sei einer der besten Wege, die soziale Mobilität zu fördern und Chancengleichheit zu erreichen.